# Ugo Camozzo
(Dall'ultima pastorale come arcivescovo di Fiume)
Ugo Camozzo (Milano, 28 novembre 1892 – Padova, 7 luglio 1977) è stato un arcivescovo cattolico italiano.

## Biografia
Nacque a Milano il 28 novembre 1892 da Giuseppe e da Elisa Pittan. Suo padre morì quando il piccolo Ugo aveva appena tre anni e allora la madre tornò con il figlioletto nella casa paterna a Venezia.
Ordinato sacerdote all'età di 22 anni per il patriarcato di Venezia, nel 1938 fu consacrato vescovo di Fiume, allora diocesi italiana.
A seguito della questione istriana fu costretto all'esodo nel 1947, ultimo italiano a ricoprire la carica di vescovo della città. L'anno successivo fu nominato arcivescovo di Pisa.
Rimase a capo dell'arcidiocesi pisana fino al suo ritiro per motivi di età, avvenuto il 22 settembre 1970, quando divenne arcivescovo titolare di Irina. Morì a Padova all'età di 84 anni, il 7 luglio 1977.

## Genealogia episcopale
La genealogia episcopale è:
- Cardinale Scipione Rebiba
- Cardinale Giulio Antonio Santori
- Cardinale Girolamo Bernerio, O.P.
- Arcivescovo Galeazzo Sanvitale
- Cardinale Ludovico Ludovisi
- Cardinale Luigi Caetani
- Cardinale Ulderico Carpegna
- Cardinale Paluzzo Paluzzi Altieri degli Albertoni
- Papa Benedetto XIII
- Papa Benedetto XIV
- Cardinale Enrico Enriquez
- Arcivescovo Manuel Quintano Bonifaz
- Cardinale Buenaventura Córdoba Espinosa de la Cerda
- Cardinale Giuseppe Maria Doria Pamphilj
- Papa Pio VIII
- Papa Pio IX
- Cardinale Alessandro Franchi
- Cardinale Giovanni Simeoni
- Cardinale Antonio Agliardi
- Cardinale Basilio Pompilj
- Cardinale Adeodato Piazza, O.C.D.
- Arcivescovo Ugo Camozzo

## Pubblicazioni
- Ugo Camozzo, Il Cardinale La Fontaine: Patriarca di Venezia, Venezia, Libreria Emiliana Editrice, 1935.
- Toth Tihamer, Il carattere del giovane, traduzione a cura di Ugo Camozzo, Venezia, Libreria Emiliana, 1954.
- Ugo Camozzo, Pisanae Ecclesiae Synodus XII: 14-17 ottobre 1954, Rapallo, Tip. Aemiltani, 1954.
- Ugo Camozzo, Famiglia di oggi e mondo sociale in trasformazione, Pisa, 1955.
- Toth Tihamer, L'eucaristia: discorsi tenuti nella chiesa dell'Università di Budapest in preparazione al Congresso eucaristico internazionale; ed. italiana a cura di Ugo Camozzo. Padova, Gregoriana, 1950.
- Ugo Camozzo, Cinquant'anni di sacerdozio nella luce del XVII congresso eucaristico nazionale, Pisa, Pacini-Mariotti, 1965.
- Ugo Camozzo, La lampada è accesa: ...lunga giornata di un sacerdote e Vescovo, Pisa, Pacini Mariotti, 1967.